# Заболотно
Заболотно — деревня в России, в Пустошкинском районе Псковской области. Входит в состав Пригородной волости.

## География
Деревня расположена в 4 км к юго-востоку от города Пустошка.

## Население
| 2002 | 2010 |
| ---- | ---- |
| 105  | ↘81  |

Численность населения деревни по оценке на начало 2001 года составляла 100 жителей.